# Partido judicial de Martorell
El Partido judicial de Martorell es uno de los 49 partidos judiciales en los que se divide la comunidad autónoma de Cataluña, siendo el partido judicial n.º 1 de la provincia de Barcelona.
El ámbito territorial, que viene regulado por el Real Decreto 529/1983, de 9 de marzo, comprende a las localidades de Abrera, Castellví de Rosanes, Collbató, Esparraguera, Martorell, Masquefa, Olesa de Montserrat, San Andrés de la Barca y San Esteban de Sasroviras.
La cabeza de partido y por tanto sede de las instituciones judiciales es Martorell. Cuenta actualmente con siete Juzgados de Primera Instancia e Instrucción, teniendo el número cinco competencia exclusiva en materia de violencia sobre la mujer.